# Клео та Кукін

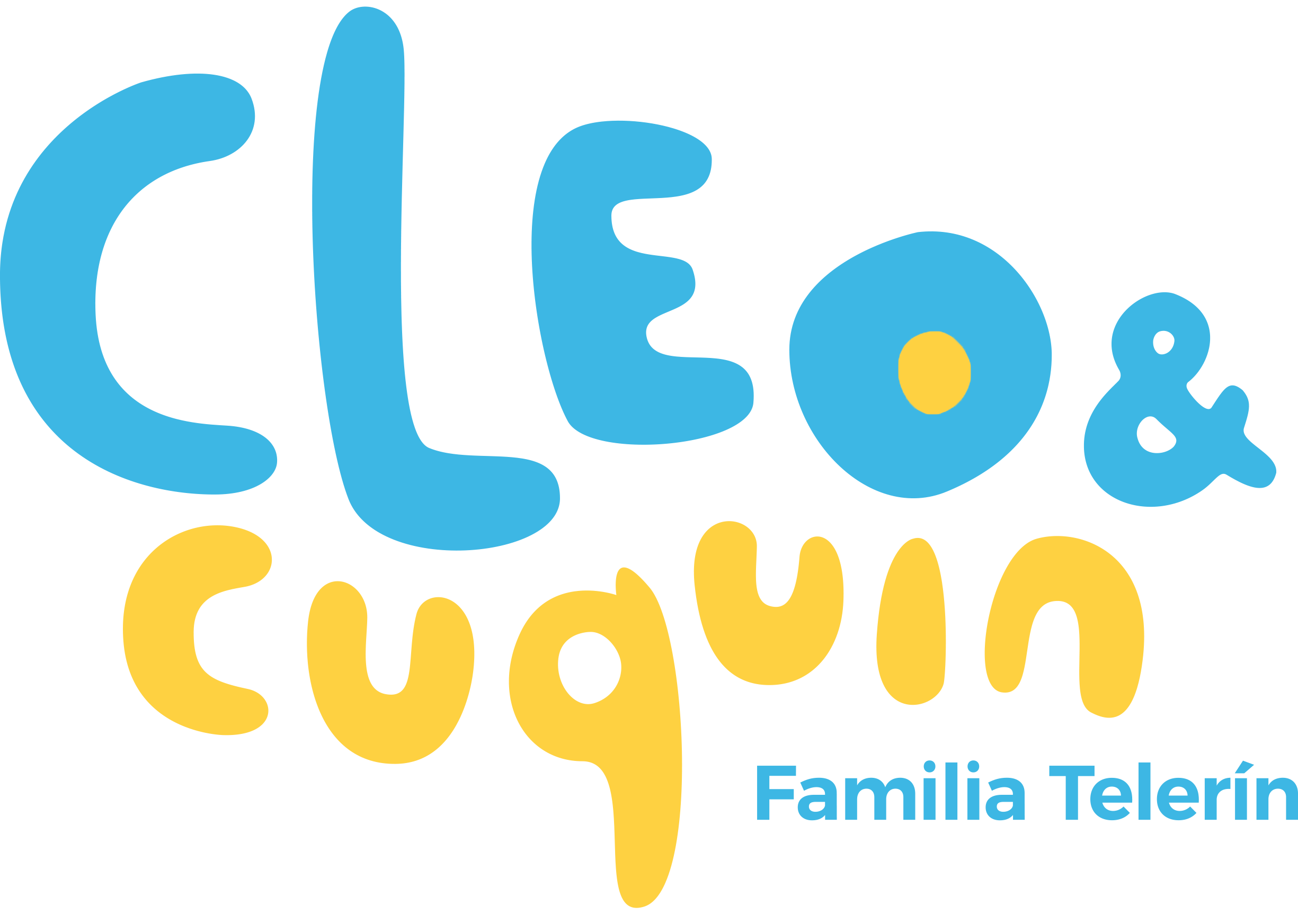

Cleo & Cuquin, відомий у Латинській Америці як Cleo & Cuquin: Familia Telerin, — це анімаційний телесеріал для дошкільнят, створений Ánima Kitchent у співпраці з Televisa для RTVE. Серіал дебютував в Іспанії на Clan 22 січня 2018 року.
Показ 50-серійного першого сезону серіалу стартував 22 січня 2018 року в США, а найновіший 3-й сезон у Канаді з 2023 року. Це сучасна версія іспанського мультсеріалу "Сім'я Телерин" 1960-х років 

## Сюжет
Серіал розповідає про восьмирічну дівчинку, на ім'я Клео та її дворічного брата, на ім'я Кукін, які допомагають своїм братам і сестрам розв'язувати проблеми, з якими вони стикаються. Наприкінці кожного епізоду Клео використовує отримані протягом епізоду уроки, щоб визначитися, ким вона хоче стати, коли виросте.

## Персонажі

### Основні персонажі
- Клео — найстарша з шести братів і сестер, їй вісім років.[3] Найбільше у світі вона полюбляє ігри, і завдяки своїй живій уяві перетворює все на пригоду.
- Кукін — найменший, йому лише рік. Чарівний маленький негідник, невтомний, грайливий малюк, який просто не може всидіти на місці.
- Колітас — молодша сестричка, яка ще вчиться говорити. Їй чотири роки. Вона щира і любить ділитися всім, що має; емпатична, оптимістична і дуже любить природу.
- Пелусін — душа компанії, йому п'ять років, безтурботний, творчий і дуже чуйний.
- Маріпі — шість років, вона модниця з білим волоссям. Любить гратися в одягалки.
- Тете — бібліофіл, інтелектуал і трохи всезнайка, який любить читати, вивчати та дізнаватися все нове… а потім показувати, як багато він знає. Йому сім років.

### Домашні улюбленці
- Помідорка — пес породи бульдог, носить зелений нашийник з символом помідора
- Привид — кролик

## Трансляція
Серіал почав транслюватися 7 січня 2018 року на каналі Clan в Іспанії та 22 січня 2018 року на каналі Nick Jr. Channel у США. У Латинській Америці прем'єра відбулася на каналі Discovery Kids 5 березня 2018 року та на Netflix у всьому світі, а у Канаді прем'єра відбулася на Treehouse TV 2 квітня 2018 року.

## Іграшкова атрибутика
Телесеріал має угоди про продаж іграшок із Fisher-Price, Mattel і книжковими партнерами. У 2019 році Toy Plus було названо основним ліцензіатом іграшок для бренду.